# خیابان جارویس
خیابان جارویس (انگلیسی: Jarvis Street) یک گذرگاه شمال به جنوب در مرکز شهر تورنتو، انتاریو، کانادا است که از برخی از قدیمی‌ترین مناطق توسعه یافته شهر می‌گذرد.